# Feketéllő papsapkagomba
A feketéllő papsapkagomba (Helvella corium) a papsapkagombafélék családjába tartozó, Eurázsiában és Észak-Amerikában honos, homokos talajon élő, nem ehető gombafaj. 

## Megjelenése
A feketéllő papsapkagomba termőteste 1-4 cm magas, 1-5 cm átmérőjű, nyeles pohárra vagy csészére emlékeztet, amely idősen ellaposodik. Belső oldala fekete, eleinte fényes, később matt. A külső oldal koromszürke vagy feketés, felülete nemezes; a széle felé világosszürke, durván szemcsés-pelyhes bevonattal. A termőréteg a belső felületen található.
Tönkje 1-4 cm magas és 0,2-1,5 cm vastag. Hengeres vagy kissé lapított, felülete nemezes. Alakja a töve felé vékonyodó, kissé gödörkés, néha erősen bordázott. Színe feketésbarna, feketés.
Húsa rugalmas, a süvegben bőrszerű.
Spórapora fehér. Spórája elliptikus, sima, általában egy nagy olajcseppel; mérete 16-20 x 9,5-12 µm.

### Hasonló fajok
A nyeles papsapkagombával vagy a szöszös papsapkagombával lehet összetéveszteni.

## Elterjedése és termőhelye
Eurázsiában és Észak-Amerikában honos. Magyarországon ritka. 
Nyárerdőkben, füzesekben, folyók, tavak partján, homokos talajon terem. Áprilistól júliusig terem.
Nem ehető. 